# Малашко, Николай Васильевич
Николай Васильевич Малашко (5 декабря 1898, м. Марьянка Мариупольского уезда Екатеринославской губернии — после 13 декабря 1930) — украинский военный деятель, инженер-экономист, кооператор.

## Биография
В 1917 году Николай был организатором Свободного казачества Торецкой Сечи в Бахмутском уезде, участник Вольного казачества Донецкого бассейна.
В марте апреле 1918 года казак Запорожской дивизии, Екатеринославского повстанческого коша (до октября 1920).
В 1919 году окончил Бахмутскую гимназию .
В конце 1920 бежал в Румынию. В Румынии интернирован в лагерях Текхир-Геоль и Фогараш. 28 сентября 1922 г. отправился в ЧСР.
В 1927 году окончил Украинскую хозяйственную академию в Подебрадах.

## Книги
Автор воспоминаний “Анархисты”.

## Семья
Брат Михаила Малашка, член Центральной Рады, повстанческий атаман.

## Источник
- Коваль Р.М. Багряні жнива Української революції : 100 історій і біографій учасників Визвольних змагань: воєн.-іст. нариси. – К.: Діокор, 2006. Розділ 88. ISBN 966-83-31-19-2